# ルガンスク人民共和国の国旗
ルガンスク人民共和国の国旗（ルガンスクじんみんきょうわこくのこっき）は、水色、青色、赤色で構成された横三色旗である。以前まで、同国の国旗は中央に国名と国章がロシア語で記されているものが採用されていたが、2014年11月26日からそれらが取り除かれた現在の国旗が正式に採用された。また、ドネツク人民共和国の国旗やロシアの国旗とデザインが類似しており、ともに一番上に位置する色以外はレイアウトも含めて同国の国旗と一致する。

## 変遷

?ルガンスク人民共和国の旗（2014年5月9日-2014年11月2日）
?ルガンスク人民共和国の旗（2014年5月9日-2014年11月2日）
?ルガンスク人民共和国の旗（2014年11月2日-2014年11月26日）
?ルガンスク人民共和国の現行旗（2014年11月26日-）
?ルガンスク人民共和国の現行旗（2014年11月26日-）